# Кирил Покровски
Кирил Владимирович Покровски (на руски: Кирилл Владимирович Покровский; 25 март 1965, Москва) е руски музикант, пианист, композитор. Бил е член на хевиметъл групите „Ария“ и „Мастер“, но също така има и солови композиции.

## Биография
Роден е в Москва през 1965 г Занимава се с музика от 5-годишен, когато взима първите си уроци по пиано от майка си. Учил е свирене на пиано, обой и саксофон. Завършва Московската консерватория със специалност „Теория на музиката и композиция“.
Междувременно участва във формацията „Поющие сердца“. Музикантът композира за филми, ТВ предавания, радиото и театъра в множество стилове като поп, джаз и рок. През 1985 г. е съосновател на „Ария“. Участва в записите на първите 2 албума на бандата „Мания величия“ и „С кем ты?“.
През 1987 г. заедно с още 3 музиканти от „Ария“ основава група „Мастер“, която добива огромна популярност и към края на 80-те години емигрира в Белгия. През 1991 г. напуска групата и остава да живее там, докато останалите членове се връщат в СССР.
Същата година издава първия си солов албум, озаглавен Brugge, с композиции от класическата музика. През 1994 г. издава албума „Top Of The Mountain“, а по-късно работи с група Dry Livers. С тях записва 3 албума в средата на 90-те години.
Също така композира саундтрака към компютърната игра „Devinity“. През август 2002 г. е гост-музикант в Москва на концерта на „Ария“ на стадион „Лужники“. През 2005 г. участва в юбилейния концерт по случай 20-годишнината от създаването на групата, а 2 години по-късно – в юбилейния концерт на „Мастер“. От 2010 г. отново свири с „Мастер“, записвайки албума „VIII“.
Умира в Гент на 1 юни 2015 г.